# Pingvinek vándorlása
A Pingvinek vándorlása (francia címén La marche de l’empereur) a francia Luc Jacquet 2005-ben bemutatott Oscar-díjas és César-díjas dokumentumfilmje. Koproducerei Bonne Pioche és a National Geographic Society voltak.
A film az antarktiszi császárpingvinek éves útját követi. Ősszel valamennyi ivarérett kort, az öt évet elért pingvin elhagyja élőhelyét, az óceánt, és ősi szaporodóhelyükre, a szárazföld belsejébe vándorolnak. Itt történik az udvarlás, majd a pingvincsemeték megszületése. A kis pingvinek élete mindkét szülő munkáján, az élelmet rejtő óceán és a költőhely közt megtett oda-vissza útjaikon múlik. A film társadalmi üzenete nagy vihart kavart, főleg az Amerikai Egyesült Államokban.
A film leforgatása egy évet vett igénybe az Adélie-földön, a francia Dumont d'Urville tudományos kutatóközpont közelében.
2017-ben folytatása is készült Pingvinek vándorlása 2. címmel.

## Nemzetközi változatok
Az eredeti, francia nyelvű film narrációját maguk a pingvinek nyújtják, Charles Berling, Romane Bohringer és Jules Sitruk hangján, ezt követi a magyar változat is, más nyelveken azonban egyetlen narrátort alkalmaztak.
A narráció más nyelveken:
- Angolul: Morgan Freeman
- Holland: Urbanus
- Lengyelül: Marek Kondrat
- Magyarul: Kőszegi Ákos, Kubik Anna, Morvay Bence
- Tagalog: Sharon Cuneta

## A film témája
A császárpingvinek egy bizonyos helyet használnak költőhelyül, ahol egész éven keresztül elég szilárd ahhoz a jégmező, hogy megbírja a kolónia súlyát. A költőhely viszonylag védett a néha 300 km/h sebességgel süvítő sarki szelektől. Az antarktiszi nyár kezdetén csak néhány száz méterre van a nyílt vizektől, ahol a pingvinek táplálékukat szerzik, a nyár végére azonban az eljegesedéssel több, mint száz kilométeres távolságra kerül. Az ivarérett pingvineknek ezt az utat kell megtenniük tipegve, hason csúszva.
A tojások, majd a kicsinyek megóvásához a metsző sarki hidegtől, majd etetésükhöz mindkét szülő küzdelmére van szükség. A pingvinek egy-egy költési időszakban monogámok – hosszabb kötelékre azért nincs mód, mert ez túl alacsony utódszámhoz vezetne, hiszen a mostoha körülmények között magas a halálozási arány. A párok a költőhelyen találkoznak és párosodnak, majd várnak a tojásrakásig. A tojó egyetlen tojást rak, amelyet lába és hasa közt tartva azonnal melengetnie kell, különben az embrió megfagy. Hamarosan azonban átadja a hímnek, és elindul a tenger felé, hogy élelmet szerezzen a maga és születendő kicsinye számára. Ekkor már két hónapot töltött el evés nélkül, elvesztve testsúlyának egyharmadát.
A hímek további két hónapig összeverődve óvják a tojásokat, majd a kikelő kicsinyeket a néha 62 °C-ot is elérő hidegtől és a viharoktól. Ez idő alatt nem esznek és egyedüli vízforrásuk a leeső hó. A testükben felhalmozott élelmiszertartalék, amelyből a kicsinyeket etetik, a két hónap vége felé csaknem elfogy, és ha a tojó nem tér vissza, a hímnek vissza kell indulnia a tengerhez, sorsára hagyva utódát. Mire a tojó visszatér, testsúlyuk felét vesztik el. Ezután a tojó vár a hím visszatértére. A szülők egyedi hangjukról ismerik meg saját kicsinyüket.
A költőhely és a tenger közti úton sok pingvin pusztul el, a tengerben pedig a leopárdfókák tizedelik meg őket. A kicsinyek közül sok a ragadozómadár halfarkasféléknek esik áldozatul.

## Bemutatók
A filmet először az Egyesült Államokban mutatták be, a Sundance Filmfesztiválon, 2005. január 21-én. Franciaországban január 26-án mutatták be, és akkora siker lett, hogy az első héten csak Martin Scorsese új filmjére (The Aviator) ültek be többen. A francia DVD-változatot július 26-án bocsátották útjára, kiegészítve a filmet a kritikusok hiányolta tudományos részletekkel. Ennek a Zone 2 kiadásnak nem készült angol nyelvű, vagy angol feliratú változata.
Kanadában először a francia változatot vetítették, Quebecben, majd 2005. június 24-én kijött az angol nyelvű változat Észak-Amerika többi része számára. Kivételesen jó fogadtatásban részesült a kritikusok részére, a mozikritikákat gyűjtő Rotten Tomatoes honlap például 95%-os sikerrátát rögzített. A kritikusokkal a közönség is egyetértett és a Pingvinek vándorlása a szezon egyik legsikeresebb filmje lett. Az Egyesült Államokban és Kanadában 77 millió dolláros jövedelmet ért el, es ezzel a Fahrenheit 9/11 után a valaha vetített második legsikeresebb dokumentumfilm lett.
Sok szó esett a médiában ebben az időben arról, mi okozhatta ezt a kivételes sikert az Egyesült Államokban. Természetfilmek gyakran készülnek, de a legtöbb nem ér el ehhez hasonló sikert a piacon és ekkora elismertséget a filmiparban. Már maga az is kivételes volt (bár a Mikrokozmosz és a Szárnyas vándorlás című francia dokumentumfilmek után nem előzmény nélkül való), hogy a filmet nem a televízióban, hanem a mozikban vetítették. Morgan Freeman narrációja hozzájárulhatott a sikerhez (bár nem ritka, hogy ünnepelt színészek adják a hangjukat a dokumentumfilmekhez, például a Discovery vagy a National Geographic csatornákon). Bármi volt is az ok, a Pingvinek vándorlása érzelmileg sokkal jobban lekötötte a nézőket, mint a hasonló kategóriájú filmek és már az Oscar-díj elnyerése előtt is hatalmas jegyárbevételt hozott. 2006-ban, hálaadás napján a Hallmark is leadta és a csatorna ezzel valaha mért legnagyobb napi nézettségét érte el.
A dokumentumfilm sikerének hullámára ült fel a 2006-ban bemutatott, pingvinekről készített Táncoló talpak című animációs film is: bemutatójának hétvégéjén a legnézettebb film lett Észak-Amerikában.
2007-ben Bob Saget DVD-film paródiát készített Farce of the Penguins címen (szójáték a Pingvinek vándorlása angol nyelvű March of the Penguins címére), Samuel L. Jackson narrációjával és a pingvineknek emberi hangot adó neves színészekkel. Ez a film más dokumentumfilmekből használt filmanyagot, a Pingvinek vándorlása készítői azonban nem adtak engedély saját anyaguk felhasználására.

## Filmzene
A film zenéjét az európai változatban Émilie Simon komponálta.
- Émilie Simon filmzenealbuma

1. The Frozen World
2. Antarctic
3. The Egg
4. Song of the Sea
5. Baby Penguins
6. Attack of the Killerbirds
7. Aurora Australis
8. The Sea Leopard
9. Song of the Storm
10. Mothers Pain
11. To the Dancers on the Ice
12. All Is White
13. The Voyage
14. Ice Girl

Az amerikai változatot Alex Wurman komponálta.
- Alex Wurman filmzenealbuma

1. The Harshest Place on Earth
2. Walk Not Alone
3. The March
4. Found Love
5. The Egg Arrives
6. The Mother's Second Journey
7. Arrival at the Sea
8. Walk Through Darkness
9. First Steps
10. The Dangers Remain
11. Reunited
12. Going Home for the First Time

## Társadalmi interpretációk
A film számos olyan politikai és társadalmi jellegű kommentárt kapott, amelyek antropomorfikusan szemlélték, párhuzamokat vonva az emberek világával, sőt tanulságokat vonva le az emberek számára. Michael Medved azért dicsérte a filmet, mert konzervatív családi értékeket közvetített és a szilárd szülői kötelék értékére hívta fel a figyelmet. E kommentárjai vitát kavartak, Andrew Sullivan például ellenvetésül azt emelte ki, hogy a pingvinek csak egy évig monogámok. Matt Walker árnyoldalakra hívta fel a figyelmet, például arra, hogy a pingvinek közt gyakran előfordul a kicsinyek elrablása, közülük a gyengéket megölhetik, az albínó pingvineket pedig megtámadhatják. Sullivan és Walker is arra jut, hogy hiba összemérni az emberi és állati viselkedéseket.
Maga a rendező, Luc Jacquet, amikor a San Diego Union Tribune újságírója megkérdezte tőle, helyes-e a filmet a családi értékek, a párhoz, az utódhoz való ragaszkodás, a monogámia és az önfeláldozás metaforájaként értelmezni, ezt mondta:
„Elvetem ezt az értékelést. Intellektuálisan nem becsületes ezt a nézőpontot olyan valamire alkalmazni, ami a természet része. Mókás, de ha a monogámiáról szóló érvet nézzük, az egyik (költési) időszakról a másikra a válási arány 80 és 90% közt van… a monogámia csak egy szaporodási ciklusra érvényes. Hagyjuk meg a pingvineket pingvinnek, az embereket embernek.”
Jacquet fenti megjegyzései nem jelentettek csapást más értelmezésekre, hiszen a műinterpretációkat elsődlegesen a művel való találkozás szüli és az utólagos alkotói értelmezések vagy ezek értelmezései legfeljebb csak befolyásolják.

## Díjak és jelölések
- Oscar-díj
  - díj: legjobb dokumentumfilm

Luc Jacquet, Jérôme Maison
- BAFTA-díj
  - jelölés: Legjobb operatőr

Laurent Chalet, Jérôme Maison
- BAFTA-díj
  - jelölés: Legjobb vágás

Sabine Emiliani
- Európai Filmakadémia
  - jelölés: Legjobb film

Luc Jacquet

## Külső hivatkozások
- Pingvinek vándorlása moziplussz.hu
- A hivatalos amerikai honlap
- A francia honlap
- Pingvinek vándorlása a PORT.hu-n (magyarul)